# Cheyenne (Oklahoma)
Cheyenne és un poble i seu del Comtat de Roger Mills a l'estat d'Oklahoma. Segons el cens del 2000 tenia 778 habitants.

## Demografia
Segons el cens del 2000, Cheyenne tenia 778 habitants, 356 habitatges, i 196 famílies. La densitat de població era de 303,4 habitants per km².
Dels 356 habitatges en un 26,4% hi vivien nens de menys de 18 anys, en un 45,5% hi vivien parelles casades, en un 6,2% dones solteres, i en un 44,7% no eren unitats familiars. En el 42,7% dels habitatges hi vivien persones soles el 24,7% de les quals corresponia a persones de 65 anys o més que vivien soles. El nombre mitjà de persones vivint en cada habitatge era de 2,08 i el nombre mitjà de persones que vivien en cada família era de 2,87.
Per edats la població es repartia de la següent manera: un 22,1% tenia menys de 18 anys, un 6,8% entre 18 i 24, un 24,3% entre 25 i 44, un 23,8% de 45 a 60 i un 23% 65 anys o més.
L'edat mediana era de 43 anys. Per cada 100 dones de 18 o més anys hi havia 87,6 homes.
La renda mediana per habitatge era de 25.313$ i la renda mediana per família de 37.159 $. Els homes tenien una renda mediana de 25.156 $ mentre que les dones 17.500 $. La renda per capita de la població era de 16.428 $. Entorn del 15,3% de les famílies i el 18,4% de la població estaven per davall del llindar de pobresa.

## Poblacions properes
El següent diagrama mostra les poblacions més properes.